# سیلوانو باشاگنی
سیلوانو باشاگنی (انگلیسی: Silvano Basagni; ۶ august ۱۹۳۸ – ۱۰ مهٔ ۲۰۱۷) ورزشکار ورزش تیراندازی اهل ایتالیا بود.
وی در مسابقات کشوری و بین‌المللی در مجموع برندهٔ ۱ مدال برنز شده‌است.